# Calamagrostis subepigeios
Calamagrostis subepigeios är en gräsart som beskrevs av Nikolai Nikolaievich Tzvelev. Calamagrostis subepigeios ingår i släktet rör, och familjen gräs. Inga underarter finns listade i Catalogue of Life.